# Солнечный ковчег

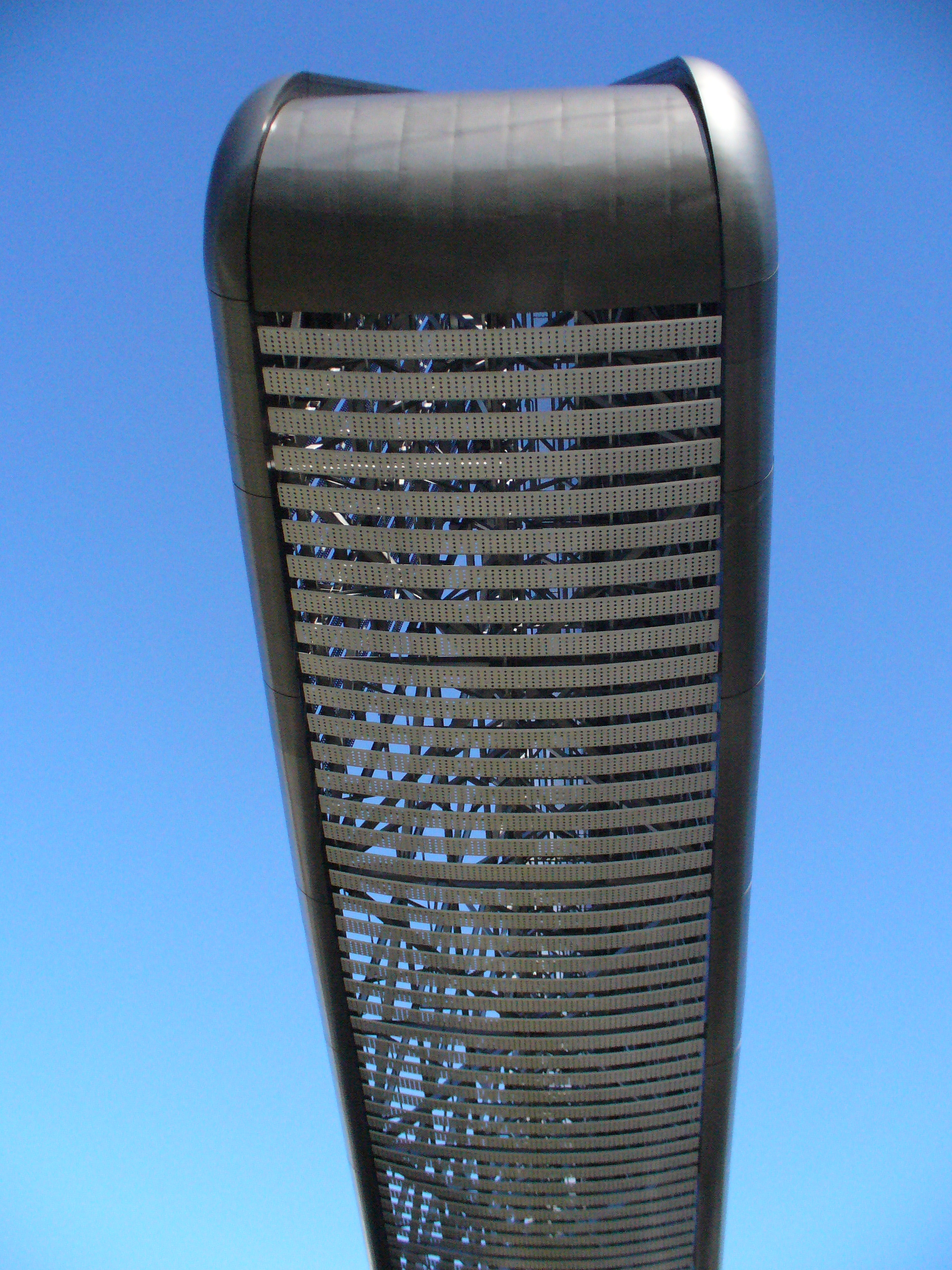

Солнечный ковчег (англ. Solar Ark; яп. ソーラーアーク) — электростанция в посёлке Ампати (префектура Гифу, Япония), одна из самых больших солнечных электростанций. Выполнена в форме традиционного самурайского меча на четырёх подпорках (расстояние между парами — 126,6 м.). Строилась в течение двух лет, до декабря 2001 года. Затраты составили 30 млн долларов.
Длина — 315 метров, ширина- 13,7 м, высота — от 31,6 до 31,7 м.
Система из 5046 фотоэлектрических элементов объединена с научным центром. Электростанция вырабатывает 530 000 киловатт-часов в год, что равносильно сожжению более 120 000 литров топлива на ТЭС. Максимальная мощность — 630 киловатт.
Здание также используется для пропаганды возобновляемой энергетики: здесь работают Музей солнечной энергии и Солнечная лаборатория.